# 화학 계열

원소의 화학 계열(chemical series, 化學系列)은 물리적/화학적 성질이 비슷한 원소의 모음이다.

## 주기율표 상의 화학 계열
| 알칼리 금속   | 주기율표의 1족 원소  |
| 알칼리 토금속 | 주기율표의 2족 원소  |
| 란타넘족      |                      |
| 악티늄족      |                      |
| 전이 금속     |                      |
| 전이후 금속   |                      |
| 준금속        |                      |
| 비금속        |                      |
| 할로젠        | 주기율표의 17족 원소 |
| 비활성 기체   | 주기율표의 18족 원소 |

## 그 밖의 화학 계열
- 칼코젠
- 주화 금속
- 귀금속
- 전형 원소